# Хаарала, Сантери
Сантери Хаарала (фин. Santeri Haarala; род. 17 декабря 1999, Тампере, Западная Финляндия) — финский футболист, нападающий шведского «Юргордена».

## Клубная карьера
Является воспитанником «Ильвеса». Начинал выступать за вторую команду клуба в низших лигах Финляндии. 28 октября 2017 года в матче последнего тура с «Мариехамном» дебютировал в чемпионате Финляндии, появившись на поле на 71-й минуте. Весной 2018 года на правах аренды выступал за ХИС в третьем финском дивизионе. В августе 2019 года перешёл в РоПС, с которым подписал контракт, рассчитанный до конца года. Через некоторое время он получил травму паха и был вынужден пропустить восемь месяцев, в связи с чем договор с клубом продлён не был. Проведя некоторое время во второй команде «Ильвеса», в августе 2020 года Хаарала подписал контракт с ТПС. В его составе провёл 13 игр и забил четыре мяча.
В январе 2021 года перешёл в КуПС, с которым заключил соглашение на два года с возможностью продления. В его составе дебютировал 14 июня в игре первого тура чемпионате Финляндии с «Интером Турку». В составе клуба дважды занимал второе место в турнирной таблице чемпионата и дважды выигрывал кубок страны. Перед сезоном 2023 года вернулся в родной «Ильвес». Вместе с клубом по итогам года выиграл кубок Финляндии. В феврале 2024 года подписал с клубом новый контракт, рассчитанный на три года.
22 августа 2024 года перешёл в шведский «Юргорден», с которым подписал контракт на три с половиной года. Дебютировал за клуб 25 августа в игре чемпионата Швеции с «Сириусом», появившись на поле в стартовом составе.

## Достижения
КуПС
- Второе место чемпионата Финляндии: 2021, 2022
- Обладатель кубка Финляндии: 2021, 2022

Ильвес
- Обладатель кубка Финляндии: 2023